# Xoài Alphonso
Xoài 'Alphonso', còn được gọi là Hafoos, Hapuz hoặc Aapoos, là một giống xoài có nguồn gốc từ Ấn Độ. Được ưa chuộng vì vị ngọt, đậm đà và hương vị của nó, Alphonso được mệnh danh là vua của xoài.

## Gốc
Sự đa dạng được đặt theo tên của Afonso de Albuquerque, một chuyên gia người Bồ Đào Nha nói chung và một chuyên gia quân sự đã giúp thiết lập các thuộc địa Bồ Đào Nha ở Ấn Độ. Người Bồ Đào Nha này đã giới thiệu việc ghép trên cây xoài để tạo ra các giống như Alphonso. Alphonso cũng là một trong những giống xoài đắt nhất, và được trồng chủ yếu ở miền tây Ấn Độ.

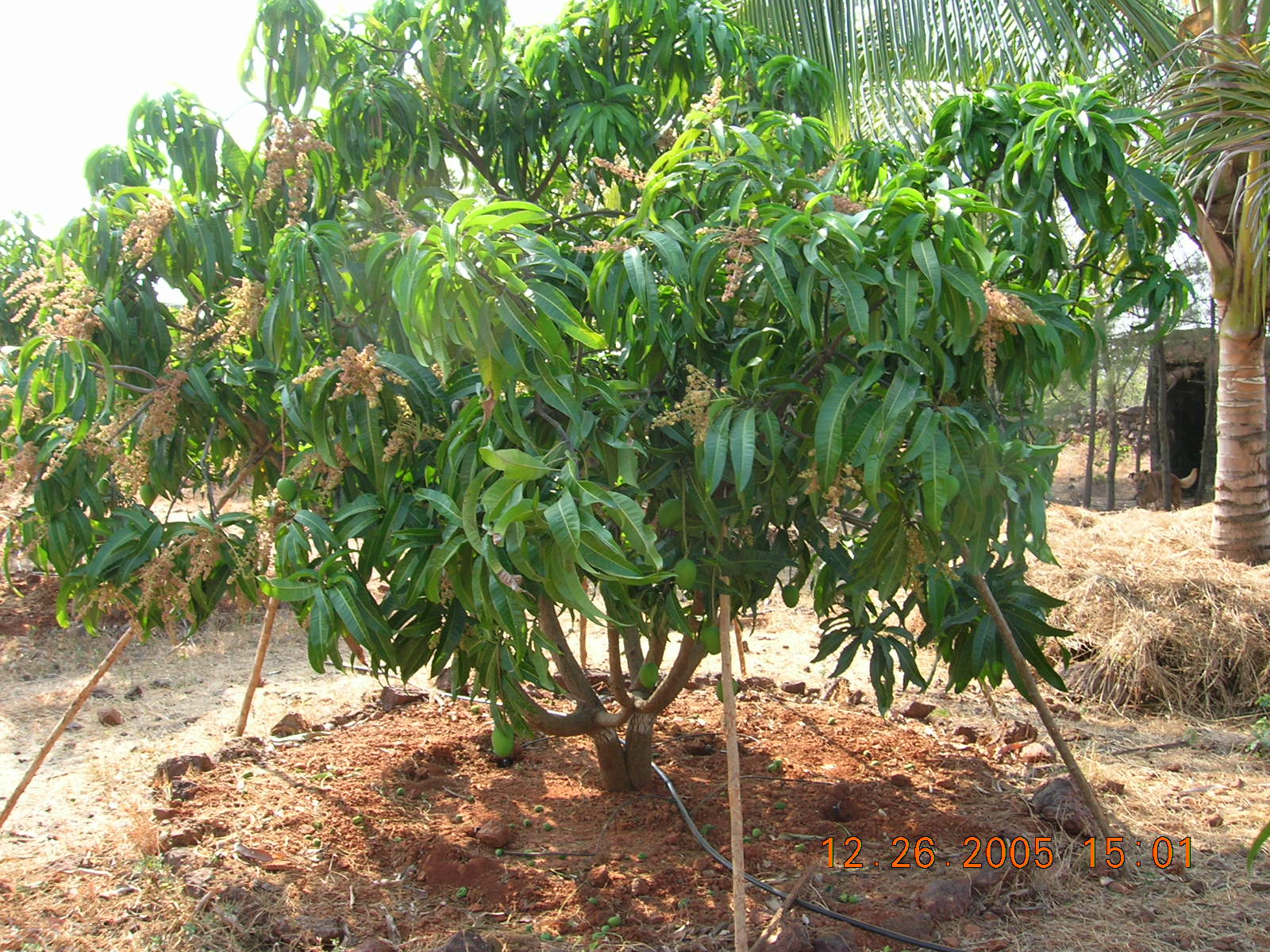
Đồn điền xoài

## Miêu tả
Alphonso là một loại trái cây theo mùa, vào mùa thu hoạch từ giữa tháng Tư đến cuối tháng Sáu. Các loại trái cây thường nặng từ 150 và 300 gam (5,3 và 10,6 oz). Chúng có kết cấu phong phú, mềm như kem, dịu nhẹ và phần thịt tinh tế, không xơ, mọng nước. Vỏ của một quả xoài Alphonso chín hoàn toàn có màu vàng sáng với một chút màu đỏ trải dài trên đỉnh của quả. Thịt của trái cây có màu nghệ tây. Những đặc điểm này làm cho Alphonso trở thành một giống cây rất được ưa thích.

### Ẩm thực
Mango sorbet, kem, lassi, Souffle, mousse, và puree là một số món ăn được chế biến từ xoài Alphonso.

## Thương mại
Alphonso được đánh giá cao ở thị trường trong nước và quốc tế với hương vị, hương thơm và màu sắc rực rỡ của chúng. Nó được xuất khẩu sang các nước khác nhau, bao gồm Nhật Bản, Hàn Quốc và Châu Âu.

### Cấm nhập khẩu
Lệnh cấm nhập khẩu được áp đặt vào năm 1989 bởi Hoa Kỳ đối với xoài Ấn Độ, bao gồm cả Alphonso, chỉ được dỡ bỏ vào tháng 4 năm 2007. Tuy nhiên, những quả xoài cần được xử lý trước khi vào nước này để ngăn chặn sự ra đời của loài ruồi giấm không phải từ bản địa, nấm phá hoại và các loài gây hại khác có thể gây hại cho nông nghiệp Mỹ. Liên minh châu Âu đã áp đặt lệnh cấm bắt đầu vào tháng 4 năm 2014 đối với việc nhập khẩu xoài sau khi phát hiện ra "ruồi giấm phi châu Âu" trong một số lô hàng, tạo ra mối đe dọa đáng kể đối với cây trồng salad của Anh. Chính phủ Ấn Độ đã mô tả quyết định này là tùy tiện và các doanh nghiệp tuyên bố họ sẽ chịu tổn thất tài chính do lệnh cấm.
Vào tháng 1 năm 2015, Ủy ban Châu Âu đã dỡ bỏ lệnh cấm sau những cải tiến đáng kể trong hệ thống xuất khẩu xoài từ Ấn Độ.